# Embat
|  | Per a altres significats, vegeu «Cobla Marinada». |

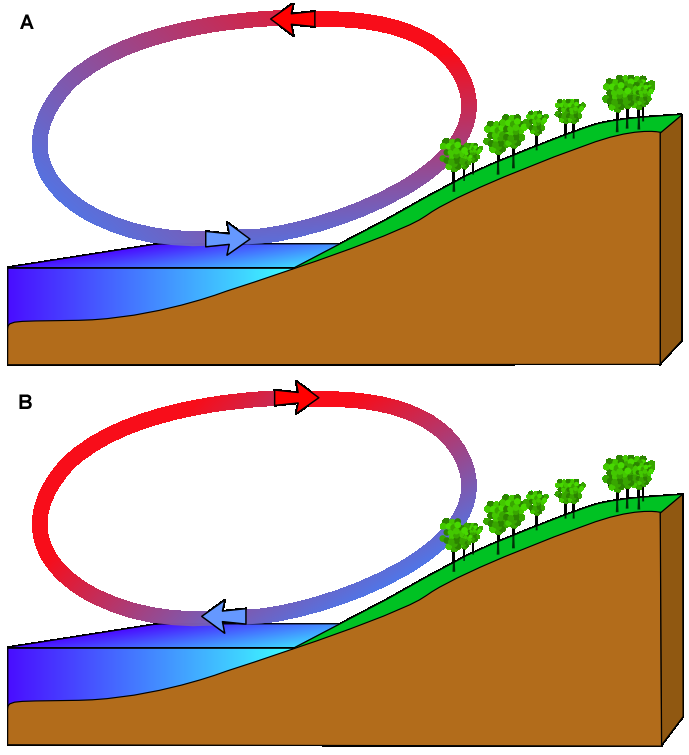
Les brises marines: A) Brisa marina diürna B) Brisa terrestre nocturna.

L'embat, marinada o marí és el vent que bufa de la mar cap a terra i sol durar des que acaba el terral (cap a mitjan matí) fins que es fa fosc. En concret, s'utilitza el terme marinada a Catalunya i el País Valencià, marí al Rosselló i marí a les Illes Balears.
Aquest fenomen és més freqüent durant l'estiu, de les 9 hores del matí a les 17 hores de la tarda, amb el seu punt àlgid després del migdia. És un fenomen que regula la temperatura, per exemple a Barcelona. El règim d'embat s'estableix diàriament a conseqüència de la variació de la temperatura. El vent bufa de mar a terra durant les hores de màxima insolació i la seva direcció s'inverteix, amb menor intensitat, durant la nit. A l'època càlida de l'any, es desenvolupa un règim d'embats d'origen marítim convergents al centre del territori, la qual cosa afavoreix una moderació de les temperatures i determina la formació de nuvolositat i, ocasionalment, precipitacions.
A Catalunya arriba més enllà de la serrelada pre-litoral, mentre que afecta tot el territori del País Valencià i les Illes Balears.

## Causes
Cal diferenciar les brises marines i les brises terrestres o de vall i muntanya per descriure'n les causes.
Les brises marines es localitzen a les costes i es produeixen per l'efecte de les diferències d'escalfament i refredament que experimenta la terra i les masses d'aigua. Durant el dia la major temperatura de la terra dona lloc a ascendències de l'aire escalfat que són ràpidament compensades per l'arribada d'aire fred procedent del mar o de grans llacs. Al vespre hi ha un període de calma quan les temperatures s'igualen. Durant la nit el mecanisme es reverteix en estar l'aigua més calenta, encara que la velocitat del vent sol ser menor a causa del fet que les diferències no són tan acusades. Els monsons del sud-oest d'Àsia no són més que una brisa marina i terrestre a gran escala, segons l'estació de l'any. Les brises marines desviades per l'efecte de Coriolis tendeixen a adquirir una direcció pràcticament paral·lela a la costa amb vents suaus i continus d'entre 2 i 7 m/s.
Les brises de vall i de muntanya es produeixen per la diferència d'insolació i les diferències d'escalfament de l'aire en les zones de cims. Això dona lloc que durant el dia es produeixi una forta ascendència sobre els vessants exposats al sol, així com subsidències a la part central de la vall. A última hora del dia ocorre el contrari, és a dir, des dels vessants, que ja no són escalfades pel sol, l'aire descendeix per refredament cap al fons de la vall aixecant l'aire encara càlid que es manté en aquests llocs més baixos.

## Efectes

### Brisa marina

Secció transversal esquemàtica a través d'un front de brisa marina. Si l'aire de l'interior és humit, sovint els cúmuls marquen el front.

Un front de brisa marina és un front meteorològic creat per una brisa marina, també conegut com a zona de convergència. L'aire fred del mar es troba amb l'aire més càlid de la terra i crea un límit com un front fred poc profund. Quan és potent aquest front crea núvols cúmulus, i si l'aire és humit i inestable, el front de vegades pot desencadenar tempestes. Si el flux a l'altura s'alinea amb la direcció de la brisa marina, els llocs que experimentin el pas frontal de la brisa marina tindran temps benigne o just durant la resta del dia. A la part davantera l'aire càlid continua fluint cap amunt i l'aire fred entra contínuament per substituir-lo i, per tant, el front es mou progressivament cap a l'interior. La seva velocitat depèn de si és ajudat o obstaculitzat pel vent dominant, i la força del contrast tèrmic entre terra i mar. A la nit, la brisa marina sol canviar a una brisa terrestre, a causa d'una inversió dels mateixos mecanismes.

La convergència de la brisa marina a Cuba és molt semblant a la de Florida. La brisa marina del nord es troba amb la brisa marina del sud, creant una línia de convergència pronunciada al camp de cúmuls.

Les tempestes provocades per poderosos fronts de brisa marina es produeixen amb freqüència a Florida, una península limitada a l'est i a l'oest per l'oceà Atlàntic i el golf de Mèxic, respectivament. Durant l'estació humida, que acostuma a durar de juny a setembre/octubre, qualsevol direcció en què bufen els vents sempre seria fora de l'aigua, fent que Florida sigui el lloc més afectat pels llamps als Estats Units. Aquestes tempestes també poden produir calamarsa significativa a causa de l'enorme corrent ascendent que provoca a l'atmosfera, especialment durant els moments en què l'atmosfera superior és més fresca, com ara a la primavera o la tardor. A les tardes d'estiu tranquil·les i amb poc vent dominant, les brises marines d'ambdues costes poden xocar al mig, creant tempestes especialment greus al centre de l'estat. Aquestes tempestes poden derivar cap a la costa oest o est depenent de la força relativa de la brisa marina i, de vegades, sobreviuen per moure's sobre l'aigua a la nit, creant espectaculars espectacles de llamps de núvol a núvol durant hores després de la posta de sol. A causa de la seva grandària, el llac Okeechobee també pot contribuir a aquesta activitat creant la seva pròpia brisa del llac que xoca amb les brises marines de la costa est i oest. A Cuba, les col·lisions similars de la brisa marina amb les costes nord i sud de vegades provoquen tempestes.
Als estats de Nova Gal·les del Sud i Victòria, al sud-est d'Austràlia, una intensa brisa marina anomenada southerly buster provoca un canvi brusc de vent del sud, amb ràfegues de més de 40 nusos (74 km/h). Afecten ciutats costaneres entre Sydney i Nova Gal·les del Sud al sud fins a Mallacoota, Victòria i Melbourne, a mesura que s'acosta des del sud-est, principalment en un dia calorós, provocant un clima fresc, generalment sever i una caiguda de temperatura espectacular, substituint i alleujant així les condicions de calor anteriors. Marcant el límit entre les masses d'aire calent i fresc, de vegades aquest fenomen es representa per un núvol enrotllat perpendicular a la costa. El trencament del sud és causat per la interacció d'un front fred poc profund amb la serralada de bloqueig (Serralades Australianes) que alinea la costa, ja que l'aire fresc queda atrapat contra les serres. Les muntanyes creen un efecte de canalització a mesura que els vents de tempesta del sud es mouen per la costa de Nova Gal·les del Sud i contrastos de fricció sobre el continent i l'oceà que desconnecten el flux. Els canvis de temperatura poden ser espectaculars, amb caigudes de 10 a 15 °C (18 a 27 °F) sovint es produeixen en pocs minuts.

### Brisa terrestre
La brisa terrestre, que consisteix en l'aire fresc que prové de la terra, empeny l'aire més càlid cap amunt sobre el mar. Si hi ha prou humitat i inestabilitat, la brisa terrestre pot provocar ruixats, o fins i tot tempestes, sobre l'aigua. El desenvolupament de tempestes durant la nit a alta mar a causa de la brisa terrestre pot ser un bon predictor de l'activitat a terra l'endemà, sempre que no s'esperen canvis en el patró meteorològic durant les 12-24 hores següents. Això és principalment perquè la força de la brisa terrestre és més feble que la brisa marina. La brisa terrestre morirà un cop la terra s'escalfi de nou l'endemà al matí.

## Usos
Els parcs eòlics solen estar situats prop d'una costa per aprofitar les fluctuacions diàries normals de la velocitat del vent derivades de la brisa marina o terrestre. Tot i que molts parcs eòlics terrestres i eòlics marí no depenen d'aquests vents, un parc eòlic prop de la costa és un tipus de parc eòlic marí situat en aigües costaneres poc profundes per aprofitar tant la brisa marina com la terrestre. Per raons pràctiques, altres parcs eòlics marins estan situats més enllà del mar i depenen dels vents dominants en lloc de la brisa marina.
El fenomen de l'embat a Mallorca es va començar a estudiar a la dècada del 1940 pel Centre Meteorològic de les Balears. Paral·lelament a la tasca d'observació, van entrevistar pagesos i pescadors que els van fer notar com els seus avantpassats havien utilitzat el fenomen de l'embat principalment per tres objectius. En primer lloc, per netejar les eres durant la recollida del gra, també com a energia eòlica pels molins i finalment per desplaçar-se amb vaixell pels voltants de Mallorca. La principal conclusió de l'estudi va ser que els fluxos de les dues badies es troben al centre de l'illa provocant forts corrents verticals.
Aquest fenomen també té efectes significatius en l'agricultura i la ramaderia. Garanteix una humitat atmosfèrica que permet que les plantes no necessitin tanta aigua i esmorteeixen els increments de temperatura del migdia i la tarda. L'embat permet explicar la frondositat de les fagedes del Montseny, l'Albera o els Ports de Beseit i de les rouredes del Montnegre i les Muntanyes de Prades, així com la vegetació pròpia d'indrets humits que es troba en fondals de les muntanyes del País Valencià i Mallorca.

## En la cultura popular
El terme ha tingut una presència destacada en la cultura popular, especialment en la literatura, la música i la tradició oral de les regions mediterrànies. Com a vent suau que arriba del mar cap a terra durant el dia, la marinada ha estat sovint associada a sensacions de frescor, llibertat i renovació, inspirant nombroses obres poètiques i narratives.
En la literatura catalana, diversos autors han emprat la imatge de la marinada per evocar la calma estiuenca, la connexió amb la natura o el pas inexorable del temps. Per exemple, Josep Pla, en la seva obra El quadern gris, descriu amb detall la influència de la marinada en els paisatges de la Costa Brava, utilitzant-la com a símbol del ritme tranquil de la vida mediterrània, en un moment la defineix com "la frescor pesada". També Joan Maragall, en la seva poesia, recorre sovint a elements naturals propis del paisatge català, i aquest fenomen hi és un component recurrent, com en el poema Excelsior, on evoca el vent suau en un paisatge de mar i cel i es pot considerar que descriu el fenomen. Va donar nom a una revista de literatura de Palamós de principis del segle xx, la Revista Marinada. La marinada sempre arriba, de l'escriptor Lluís Foix, també utilitza aquest fenomen com a símbol de l'impacte dels fenòmens naturals en la vida rural.
En la música, la marinada ha estat referenciada en diverses cançons. Hi ha una cançó titulada La Marinada de Joan Pau Giné, un cantautor nord-català destacat en la Nova Cançó dels Pirineus Orientals. Aquesta peça forma part del seu àlbum Diguis-me Coses..., publicat el 2013.